# Хамидов, Сухбат Маджидович

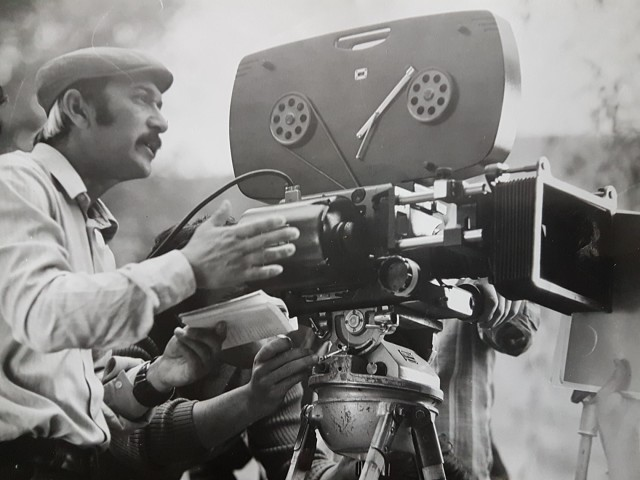
Режиссёр Сухбат Хамидов

Сухбат Маджидович Хамидов (18 июня 1939, Сталинабад Таджикская ССР (ныне Душанбе) — 1997) — советский таджикский кинорежиссёр.
В 1967 году окончил ВГИК (мастерская Марлена Хуциева). В конце 1960-х — 1970 годах активно работал в таджикском кинематографе (Таджикфильм). Снял 5 полнометражных и более 10 короткометражных фильмов.

## Избранная фильмография
- 1963 — Они тоже виноваты (документальный)
- 1963 — Покорители Вахша (документальный)
- 1966 — Солнце на вёслах (короткометражный)
- 1969 — Абдурахман Джами (документальный)
- 1969 — Встреча у старой мечети
- 1970 — Легенда тюрьмы Павиак

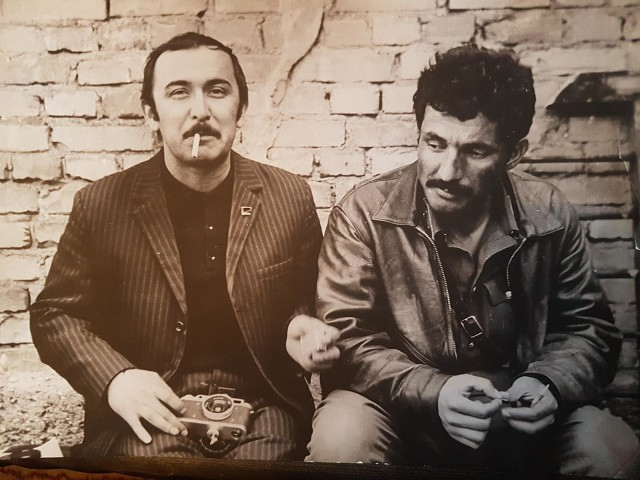
Режиссёр С.Хамидов и актёр Раджаб Гусейнов

- 1973 — Тайна забытой переправы
- 1976 — Семь похищенных женихов
- 1979 — Пропал мальчик (короткометражный)[1].

Фильм «Встреча у старой мечети» режиссёра С. Хамидов в 1970 году стал одним из лидеров советского кинопроката, его посмотрело 24,1 млн зрителей при тираже 1536 кинокопий.

## Семья и дети
Дочь — Л. Хамидова (1964 г.р.), эксперт-криминалист, работает с 2002 года и по настоящее время в региональном Управлении внутренних дел, штат Калифорния (Law Enforcement аgency).
Сын — Санджар Хамидов, тележурналист, в настоящий момент работает на "Голосе Америки" в Вашингтоне. Ранее работал на "Первом канале" с 1997 по 2001 гг.: С 2001 по 2009 возглавлял бюро "Телекомпании НТВ"  в Таджикистане и Афганистане. С 2009 по 2011 работал продюсером и редактором информационного видеопортала «Стан ТВ». Один из многих исполнителей главной роли в фильмах: «Пропал мальчик», «Любовь моя — революция» (1986) и Джуры (в детстве) в фильме «Джура — охотник из Мин-Архара» (1987), а также играл в эпизодах.